# Professeur des universités
Pour les articles homonymes, voir Professeur.
Cet article se rapporte au corps des professeurs des universités en France.
Au sein du service public d'enseignement supérieur français actuel, les professeurs des universités constituent l'un des deux corps d'enseignants-chercheurs régis par le décret no 84-431 du 6 juin 1984, l'autre corps étant celui des maîtres de conférences. Les professeurs des universités ont traditionnellement l'exclusivité du titre universitaire de « professeur ». Ce sont des fonctionnaires de l’État, faisant partie de la catégorie A, et considérés comme appartenant à la « catégorie A+ ». Ils sont nommés par décret du président de la République.
L'accession à un poste de professeur des universités passe, depuis 1984, soit par l'obtention de l'habilitation à diriger des recherches et la candidature à un concours de recrutement par poste sur titres et travaux, soit par le concours d'agrégation (en sciences juridiques, économiques, politiques, et de gestion), la très grande majorité des professeurs des universités étant d'anciens maîtres de conférences. Au sein des enseignants-chercheurs relevant du décret du 6 juin 1984, les professeurs des universités ont en effet le rang académique « supérieur », leur rémunération étant sensiblement plus élevée, sans qu'existe de supériorité hiérarchique vis-à-vis des maîtres de conférences. En ce qui concerne les fonctions, les professeurs des universités ont vocation prioritaire, mais non exclusive, à assurer leur service d'enseignement sous forme de cours magistraux ainsi que la direction des unités de recherche.
Les professeurs des universités jouissent du principe constitutionnel de « représentation propre et authentique », en particulier au sein des conseils universitaires, et l'ensemble des opérations de recrutement et de promotions des professeurs des universités relèvent exclusivement des membres du corps des professeurs des universités et des personnels assimilés.
Le corps unique des professeurs des universités a été créé en 1979 par fusion, d'une part, des corps de maîtres de conférences des disciplines littéraires, de sciences humaines et scientifiques, de maîtres de conférences des sciences juridiques, politiques, économiques et de gestions et de maîtres de conférences des disciplines pharmaceutiques (incluant les professeurs sans chaire), devenant le grade de professeurs des universités de deuxième classe, et, d'autre part, des professeurs titulaires de chaires et titulaires à titre personnel, devenant les grades de professeurs des universités de première classe et de classe exceptionnelle. Les statuts des professeurs des universités, et des autres enseignants de statut universitaire, ont été ensuite profondément modifiés en 1984, en particulier au niveau des services horaires d'enseignement et des relations hiérarchiques.

## Caractéristiques

### Effectifs
Le corps enseignant universitaire français issu de l'Université de France, initialement composé uniquement de professeurs titulaires de chaire, a connu peu à peu la création de plusieurs catégories associées (préparateurs, agrégés des facultés de médecine puis de droit, maîtres de conférences des facultés des lettres et des sciences, chefs de travaux, assistants, maîtres-assistants, moniteurs et attachés temporaires) devenues largement majoritaire.
| Année                                          | 2010   | 2011   | 2012   | 2013   | 2014   | 2015   | 2016   | 2017   | 2018   | 2019   | 2020   | 2021   |
| ---------------------------------------------- | ------ | ------ | ------ | ------ | ------ | ------ | ------ | ------ | ------ | ------ | ------ | ------ |
| Total                                          | 21 011 | 21 084 | 21 116 | 21 258 | 20 353 | 20 344 | 20 250 | 20 308 | 20 020 | 20 077 | 20 100 | 20 144 |
| Droit, économie, gestion                       | 2 704  | 2 697  | 2 708  | 2 707  | 2 328  | 2 326  | 2 318  | 2 335  | 2 381  | 2 413  | 2 426  | 2 434  |
| Groupe 1 (sections 01 à 04)                    | 1 499  | 1 495  | 1 496  | 1 502  | 1 348  | 1 346  | 1 327  | 1 319  | 1 339  | 1 340  | 1 348  | 1 364  |
| Groupe 2 (sections 05 et 06)                   | 1 205  | 1 202  | 1 212  | 1 205  | 980    | 980    | 991    | 1 016  | 1 042  | 1 073  | 1 078  | 1 070  |
| Lettres et sciences humaines                   | 4 639  | 4 641  | 4 621  | 4 682  | 4 425  | 4 418  | 4 368  | 4 403  | 4 236  | 4 260  | 4 262  | 4 248  |
| Groupe 3 (sections 07 à 15)                    | 1 806  | 1 795  | 1 769  | 1 787  | 1 723  | 1 713  | 1 696  | 1 674  | 1 568  | 1 572  | 1 563  | 1 534  |
| Groupe 4 (sections 16 à 24)                    | 2 210  | 2 218  | 2 212  | 2 245  | 2 108  | 2 109  | 2 099  | 2 171  | 2 083  | 2 101  | 2 105  | 2 098  |
| Théologie (sections 76 et 77)                  | 34     | 34     | 34     | 34     | 33     | 29     | 25     | 25     | 26     | 28     | 28     | 27     |
| Sciences et techniques                         | 8 087  | 8 131  | 8 170  | 8 229  | 8 062  | 8 089  | 8 069  | 8 066  | 8 008  | 8 034  | 8 057  | 8 068  |
| Groupe 5 (sections 25 à 27)                    | 2 136  | 2 144  | 2 163  | 2 189  | 2 152  | 2 147  | 2 137  | 2 143  | 2 089  | 2 097  | 2 083  | 2 096  |
| Groupe 6 (sections 28 à 30)                    | 934    | 939    | 923    | 929    | 929    | 928    | 931    | 919    | 907    | 917    | 922    | 928    |
| Groupe 7 (sections 31 à 33)                    | 1 084  | 1 080  | 1 077  | 1 080  | 1 061  | 1 057  | 1 035  | 1 035  | 1 047  | 1 048  | 1 050  | 1 057  |
| Groupe 8 (sections 34 à 37)                    | 440    | 441    | 455    | 451    | 444    | 448    | 452    | 446    | 434    | 440    | 442    | 441    |
| Groupe 9 (sections 60 à 63)                    | 2 276  | 2 298  | 2 307  | 2 329  | 2 254  | 2 281  | 2 290  | 2 292  | 2 305  | 2 309  | 2 320  | 2 298  |
| Groupe 10 (sections 64 à 69)                   | 1 217  | 1 229  | 1 245  | 1 251  | 1 222  | 1 228  | 1 224  | 1 231  | 1 226  | 1 223  | 1 240  | 1 248  |
| Santé                                          | 4 974  | 5 002  | 5 009  | 5 024  | 4 939  | 4 929  | 4 919  | 4 937  | 4 842  | 4 812  | 4 821  | 4 836  |
| Pharmacie (sections 80 à 82 et 85 à 87)        | 629    | 622    | 611    | 615    | 580    | 582    | 579    | 578    | 565    | 558    | 564    | 561    |
| Médecine (sections 42 à 58)                    | 4 209  | 4 246  | 4 268  | 4 281  | 4 228  | 4 223  | 4 213  | 4 231  | 4 138  | 4 106  | 4 104  | 4 115  |
| Odontologie                                    | 136    | 134    | 130    | 128    | 131    | 124    | 127    | 128    | 139    | 148    | 152    | 156    |
| Autres sections de santé (sections 90 à 92)    |        |        |        |        |        |        |        |        |        |        | 1      | 4      |
| Professeurs affectés aux grands établissements | 607    | 613    | 608    | 616    | 599    | 582    | 576    | 567    | 553    | 558    | 534    | 558    |

Le graphique qui aurait dû être présenté ici ne peut pas être affiché car il utilise l'ancienne extension Graph, désactivée pour des questions de sécurité. Des indications pour créer un nouveau graphique avec la nouvelle extension Chart sont disponibles ici.

### Recrutement
L'âge moyen de recrutement, hors concours d'agrégation, était en 2007 de 43 ans et 4 mois (47 ans et 7 mois en sciences humaines et sociales, 40 ans et 11 mois en sciences techniques et expérimentales et mathématiques) avec une ancienneté comme maître de conférences de dix ans et dix mois. En 1978, l'âge moyen d'accès au poste de rang A était de 43 ans en lettres et de 35 ans en sciences et techniques expérimentales et mathématiques. L'âge moyen de recrutement par concours d'agrégation (sciences politiques, juridiques, économiques et de gestion) était en 2007 de 35 ans et 11 mois. Il était de 34 ans en 1978. On comptait, en 2002, 1 035 recrutements de professeurs de 2e classe, 440 passages de 2e classe à 1re classe (sur un total de près de 7 000 promouvables) et 96 passages à la classe exceptionnelle (sur un total de 5 000 promouvables).
Pour postuler à un poste de professeur des universités, il n'est plus nécessaire pour les maîtres de conférences titulaires d'être inscrit sur une liste de qualification nationale.
Pour être candidat à l'inscription, il faut :
- soit posséder l'habilitation à diriger des recherches ou un diplôme équivalent (le doctorat d'État est admis en équivalence en 1988);
- soit justifier d'au moins cinq ans d'activité professionnelle dans les huit ans qui précèdent, hors activité d'enseignant et de chercheur dans un EPCST ;
- soit être enseignant associé à temps plein ;
- soit être détaché dans le corps des professeurs des universités ;
- soit appartenir à un corps de chercheurs assimilé aux professeurs des universités.

Les professeurs des universités sont nommés par décret du président de la République.
Les professeurs des universités peuvent être en poste dans l'ensemble des établissements d'enseignement supérieur qui dépendent du ministère chargé de l'Enseignement supérieur.

#### Professeur des universités associé
Le décret no 85-733 du 17 juillet 1985 relatif aux maîtres de conférences et professeurs des universités associés ou invités organise les modalités de recrutement des professeurs des universités par la voie de l'association. Les personnalités qui peuvent être recrutées remplissent l'une des conditions suivantes :
1. Justifier d'une expérience professionnelle directement en rapport avec la spécialité enseignée autre qu'une activité d'enseignement, d'au moins (…) neuf ans dans les onze ans qui précèdent le 1er janvier de l'année du recrutement pour un professeur des universités associé ;
2. Justifier de l'un des diplômes mentionnés au 1° de l'article 23 du décret du 6 juin 1984[1] (…) ou de diplômes universitaires, qualifications ou titres étrangers, estimés équivalents par le conseil scientifique de l'établissement ou l'organe en tenant lieu et exercer des fonctions d'enseignement ou de recherche dans un établissement étranger d'enseignement supérieur ou de recherche, ou avoir exercé de telles fonctions si le candidat a la qualité de réfugié politique.

Les nominations des professeurs des universités associés sont prononcées dans les mêmes conditions que celles de tous les professeurs des universités, par décret du Président de la République (et non pas par arrêté du ministre comme pour les maîtres de conférences), sur proposition du président ou du directeur de l'établissement après avis du conseil scientifique ou de l'organe en tenant lieu et du conseil d'administration (art. 2, décret no 85-733 du 17 juillet 1985).
Les professeurs recrutés selon les conditions du 1° (expérience professionnelle directement en rapport avec la spécialité enseignée autre qu'une activité d'enseignement) sont tenus d'exercer une activité principale par ailleurs. Ils effectuent « un service d'enseignement et de recherche d'une durée égale à la moitié de celle qui s'applique aux personnels titulaires de même catégorie » (art. 9, no 85-733 du 17 juillet 1985). Ils sont recrutés pour une durée de trois à neuf ans, renouvelable ; leur statut administratif est celui des agents contractuels de la fonction publique d’État.
Les professeurs des universités associés sont souvent désignés, dans les établissements de l'enseignement supérieur, comme « professeurs associés ». Ils ne doivent pourtant pas être confondus avec les professeurs associés du secondaire dont le statut est régi par le décret no 94-594 du 15 juillet 1994.

### Rémunération
| Classe         | Échelon | Indice brut | Indice majoré | Traitement annuel brut | Traitement mensuel net | Ancienneté requise pour l'accès à cet échelon | Ancienneté cumulée depuis le 1er échelon |
| -------------- | ------- | ----------- | ------------- | ---------------------- | ---------------------- | --------------------------------------------- | ---------------------------------------- |
| 2e             | 1er     | 813         | 672           | 39 697 €               | 2625,64 €              | 0                                             | 0                                        |
| 2e             | 2e      | 862         | 710           | 41 942 €               | 2774,11 €              | 1 an                                          | 1 an                                     |
| 2e             | 3e      | 912         | 748           | 44 187 €               | 2922,58 €              | 1 an                                          | 2 ans                                    |
| 2e             | 4e      | 969         | 790           | 46 668 €               | 3086,69 €              | 1 an                                          | 3 ans                                    |
| 2e             | 5e      | 1027        | 835           | 49 326 €               | 3262,51 €              | 1 an                                          | 4 ans                                    |
| 2e             | 6e      | HEA         | 895           | 52 871 €               | 3496,94 €              | 3 ans 6 mois                                  | 7 ans 6 mois                             |
| 2e             | 6e      | HEA         | 930           | 54 938 €               | 3633,70 €              | 1 an                                          | 8 ans 6 mois                             |
| 2e             | 6e      | HEA         | 977           | 57 715 €               | 3817,34 €              | 1 an                                          | 9 ans 6 mois                             |
| 2e             | 7e      | HEB         | 977           | 57 715 €               | 3817,34 €              | 3 ans 6 mois                                  | 11 ans                                   |
| 2e             | 7e      | HEB         | 1018          | 60 137 €               | 3977,53 €              | 1 an                                          | 12 ans                                   |
| 2e             | 7e      | HEB         | 1072          | 63 327 €               | 4188,52 €              | 1 an                                          | 13 ans                                   |
| 1re            | 1e      | 1027        | 835           | 49 326 €               | 3262,51 €              | 0                                             | 0                                        |
| 1re            | 2e      | HEB         | 977           | 57 715 €               | 3817,34 €              | 3 ans                                         | 3 ans                                    |
| 1re            | 2e      | HEB         | 1018          | 60 137 €               | 3977,53 €              | 1 an                                          | 4 ans                                    |
| 1re            | 2e      | HEB         | 1072          | 63 327 €               | 4188,52 €              | 1 an                                          | 5 ans                                    |
| 1re            | 3e      | HEC         | 1129          | 66 694 €               | 4411,23 €              | 1 an                                          | 6 ans                                    |
| 1re            | 3e      | HEC         | 1153          | 68 112 €               | 4505,00 €              | 1 an                                          | 7 ans                                    |
| 1re            | 3e      | HEC         | 1178          | 69 588 €               | 4602,68€               | 1 an                                          | 8 ans                                    |
| Exceptionnelle | 1e      | HED         | 1178          | 69 588 €               | 4602,68 €              | 0                                             | 0                                        |
| Exceptionnelle | 1e      | HED         | 1231          | 72 719 €               | 4809,77 €              | 1 an                                          | 1 an                                     |
| Exceptionnelle | 1e      | HED         | 1284          | 75 850 €               | 5016,84 €              | 1 an                                          | 2 ans                                    |
| Exceptionnelle | 2e      | HEE         | 1284          | 75 850 €               | 5016,84 €              | 0                                             | 0                                        |
| Exceptionnelle | 2e      | HEE         | 1334          | 78 804 €               | 5212,20 €              | 1 an                                          | 1 an                                     |

En plus de ce traitement, ils bénéficient de certaines primes et indemnités :
- L'indemnité de résidence peut atteindre jusqu'à 3 % du traitement brut, en fonction de la zone d'habitat ;
- depuis 2022, le Régime indemnitaire des personnels enseignants et chercheurs (RIPEC) comprend trois composantes :
  - une indemnité statutaire (C1) d'un montant annuel brut de 4 800 € en 2025 pour tous les enseignants-chercheurs (devant être portée à 6400 euros brut en 2027),
  - une indemnité fonctionnelle (C2) attribuée par les établissements pour certaines fonctions (catégorisées selon trois groupes de niveau de responsabilités : 6 000 € annuel brut maximum pour le groupe 1, 12 000 € pour le groupe 2 et 18 000 € pour le groupe 3),
  - une prime individuelle (C3) accordée pour une durée de 3 ans, sur demande et sur dossier de candidature (son montant annuel brut, compris entre 3 500 € et 12 000 €, est alors fixé par l'établissement) ;
- à cela s'ajoutent :
  - les heures complémentaires (par exemple 43,50 € par heure de travaux dirigés pour l'année universitaire 2023-2024 (donc moins bien rémunérées que les heures normales),
  - éventuellement le supplément familial de traitement, fonction du nombre d'enfants à charge et du traitement indiciaire.

## Corps apparentés
- Ministère de l'enseignement supérieur :
  - Professeur des universités – praticien hospitalier ;
  - Professeur des universités - odontologiste des services de consultations dentaires ;
  - Professeur des universités de médecine générale ;
  - Professeur et sous-directeur de laboratoire du Conservatoire national des arts et métiers ;
  - Professeur et sous-directeur de laboratoire du Collège de France ;
  - Professeur du Muséum national d'histoire naturelle ;
  - Astronomes et physiciens ;
  - Astronome titulaire et astronome adjoint des observatoires astronomiques ;
  - Physicien titulaire et physicien adjoint des instituts et observatoires de physique du globe ;
  - Directeur d'études de l'École pratique des hautes études, de l'École nationale des chartes et de l’École française d'Extrême-Orient ;
  - Directeur d'études de l'École des hautes études en sciences sociales ;
  - Professeur de première et deuxième catégorie de l’École centrale des arts et manufactures ;
  - Directeur-adjoint des écoles normales supérieures.
- Ministère des armées
  - Professeur agrégé du Val-de-Grâce : Au sein du Service de santé des armées, les professeurs sont agrégés de l'Ecole du Val-de-Grâce et font partie du corps des médecins, pharmaciens, vétérinaires et chirurgiens-dentistes des armées. Organisés en chaire d'enseignement, ils ont pour rôle d’adapter et de former aux procédures spécifiques que la médecine et la chirurgie aux armées nécessitent, dans tous les champs d’activité de santé. Le concours d'agrégation est organisé par l’École du Val-de-Grâce depuis 1796, et permet d'armer dix chaires d'enseignement, regroupant une centaine de professeurs agrégés.
- Autres ministères :
  - Professeur de l'enseignement supérieur agricole ;
  - Professeur des écoles nationales supérieures d'architecture (ENSA) ;
  - Professeur des écoles nationales supérieures d'art ;
  - Professeur de première et deuxième catégorie des écoles nationales supérieures des mines et des écoles nationales supérieures des techniques industrielles et des mines.

## Historique
Avant la création du corps des professeurs des universités en 1979, on distinguait, au sein du système d'enseignement supérieur issu du décret de 1808, trois types de professeurs dans les universités, les professeurs titulaires de chaires, les professeurs titulaires à titre personnel et les professeurs sans chaire, les deux dernières catégories étant apparues dans l'entre-deux-guerres.
Les professeurs titulaires de chaires représentent la plus ancienne des catégories d'enseignants des facultés. Les professeurs titulaires de chaire étaient chargés des cours magistraux, ces cours représentant dans la première moitié du XIXe siècle l'unique forme d'enseignement dans les facultés. Quelques préparateurs pour les expériences de cours complétaient l'effectif enseignant. Dans les facultés de droit, de médecine, les écoles de pharmacie, et de manière plus anecdotique les facultés des sciences et des lettres, apparut cependant, sur un principe préexistant dans certaines facultés d'Ancien régime, une catégorie d'enseignants-remplaçants appelés selon les ordres de faculté suppléants ou agrégés, devant servir de « vivier » officiel pour assurer la suppléance des professeurs titulaires de chaires en cas d'absences temporaires, d'adjoints aux professeurs pour faire passer les examens et dans certains cas, d'étape préalable pour devenir professeur titulaire. De plus, à partir de 1840 les agrégés et les suppléants, obtinrent la possibilité d'ouvrir des cours libres dans les facultés, puis, à partir de 1847, d'être chargé par l’État de cours auxiliaires, portant sur des matières non traitées par les professeurs titulaires. Dès lors, si le professeur de faculté est le titulaire de la « chaire », il n'est plus le seul à avoir la possibilité d'y monter pour donner des cours magistraux. De plus, en 1854, le ministre Fortoul institua dans les facultés des conférences, constituant en des exercices ou des travaux pratiques, facultatives et payantes. Elles devinrent de plus obligatoires pour les maîtres-répétiteurs des lycées préparant la licence. Ce type de conférences n'avait lieu jusqu'alors qu'au sein de l'École normale supérieure, où avait été créé un corps d'enseignants dédiés, les maîtres de conférences. Cependant il fallut attendre 1877 pour que des maîtres de conférences soient créés dans les facultés des sciences et des lettres et prennent en charge les conférences, sous l'autorité des professeurs titulaires de chaire. Ces maîtres de conférences obtinrent de plus, comme les agrégés des facultés de médecine et de pharmacie, le droit d'être chargés de cours complémentaire. Enfin un titre de professeur-adjoint est créé pour être attribué, dans une faculté donnée, à un nombre limité de maîtres de conférences qui peuvent alors faire partie du conseil de la faculté. Ce titre est transformé en professeur sans chaire en 1921. Les professeurs sans chaires, dont le nombre est normalement au plus égal au tiers des professeurs titulaires, demeurent donc statutairement des maîtres de conférences, en particulier pour ce qui est de la rémunération. Apparaît ensuite en 1931 la catégorie des professeurs à titre personnel. Les professeurs titulaires à titre personnel disposent des mêmes « droits et prérogatives » que les professeurs titulaires de chaire. Ils sont nommés uniquement parmi les maîtres de conférences remplissant les conditions nécessaires pour être titulaire de chaire. Cependant leur nomination s'effectue sur leur maîtrise de conférences, il n'y a donc pas de poste de professeur titulaire à titre personnel à proprement parler. La nomination comme professeur titulaire à titre personnel s'apparente donc à une promotion, comparable au passage actuel du grade de professeur des universités de 2e classe à celui de professeur des universités de 1re classe. En particulier, un professeur titulaire à titre personnel peut demander un transfert sur une autre maîtrise de conférences, puisqu'il occupe un poste de maître de conférences, tout gardant son emploi de professeur titulaire à titre personnel. Il n'en est pas de même des professeurs titulaires de chaire, qui peuvent être transférés dans une autre chaire, mais qui, en acceptant une maîtrise de conférences, ce qui arrivait relativement souvent à des professeurs de province cherchant à venir à Paris, redevenaient maîtres de conférences, tout en obtenant cependant une indemnité compensatrice et très rapidement le titre de professeur sans chaire dans leur nouvelle faculté.

### Professeurs titulaires de chaire
Pour être professeur titulaire de chaire, il fallait, selon le décret du 22 août 1854, être âgé de 30 ans au moins, être docteur dans l'ordre de la faculté considéré, et avoir fait pendant deux ans au moins un cours dans un établissement d’État ou un cours particulier analogue. Si l’intéressé n'avait pas les deux ans d'enseignement nécessaires, il pouvait être nommé chargé de fonctions de la chaire et titularisé après avoir effectué les deux ans requis.
C'est le conseil de la faculté, puis, après la loi d'orientation de l'enseignement supérieur de 1968, le conseil de l'université, qui proposait au ministère la création d'une chaire de telle spécialité pour tel enseignement.
En cas de vacances d'une chaire ancienne, un double classement des candidatures était effectué, par le groupe de sections du comité consultatif des universités d'une part et par le conseil d'université d'autre part, le choix final étant effectué par le ministre et la nomination par décret du président de la république.
Les professeurs titulaires de chaire devaient effectuer trois heures de cours par semaine.
En matière de rémunération, les professeurs titulaires étaient répartis en deux classes, une classe normale et une classe exceptionnelle. La classe normale comprenait, en 1970, trois échelons, dont deux hors échelle :
- échelon 1 : indice brut 1015, indice nouveau majoré (INM) 775. Passage à l'échelon supérieur au bout de trois ans (au choix, 30 %) ou cinq ans (ancienneté, 70 %) ;
- échelon 2 : lettre B (chevron B1, INM 927; B2, INM 984; B3, INM 1041). Passage à l'échelon supérieur au bout de trois ans (au choix, 30 %) ou cinq ans (ancienneté, 70 %), passage de chevron au bout d'un an ;
- échelon 3 : lettre C (chevron C1, INM 1101; C2, INM 1128; C3, INM 1155). Passage de chevron au bout d'un an.

La classe exceptionnelle comprenait deux échelons hors échelle :
- échelon 1 : lettre D (chevron D1, INM 1155; chevron D2, INM 1212; chevron D3, INM 1269). Passage à l'échelon supérieur uniquement au choix parmi ceux ayant plus de 18 mois d'ancienneté, passage de chevron au bout d'un an ;
- échelon 2 : lettre E (chevron E1, INM 1269; chevron E2, INM 1326). Passage de chevron au bout d'un an.

Le passage à la classe exceptionnelle, premier échelon, était effectué uniquement au choix parmi les professeurs titulaires de classe normale depuis plus de 18 mois à l'échelon 3. L'effectif de la classe exceptionnelle était de 20 % de l'ensemble des professeurs titulaires, reparti à parts égales entre les deux échelons.
À la création de l'Université de France, les professeurs des facultés des sciences, lettres et théologie recevaient un traitement annuel fixe de 3 000 FF (statut du 7 septembre 1810), plus une part variable correspondant à des droits de présence aux examens et actes publics prélevés sur les recettes de la faculté.

#### Modes de recrutement
Selon le décret du 17 mars 1808, art. 7, « Après la première formation, les places de professeurs vacantes dans [les] facultés [autres que celles de théologie] seront données au concours ». Pour les facultés de théologie, « l'évêque ou l'archevêque du chef-lieu de l'académie présentera au grand-maître les docteurs en théologie, parmi lesquels les professeurs seront nommés. Chaque présentation sera de trois sujets au moins, entre lesquels sera établi le concours sur lequel il sera prononcé par les membres de la faculté de théologie ». De plus, selon l'article 52, « [Le grand-maître institue] les sujets qui auront obtenu les chaires des facultés, d'après les concours dont le nombre sera déterminé par le conseil de l'Université ».
Le statut sur l'organisation des concours pour les facultés en général, et pour les facultés de droit en particulier arrêté par le conseil de l'Université le 31 octobre 1809 précise les conditions des concours. Ces concours concernent les chaires de professeur mais également les places de suppléant (art.1). Le jour du concours est arrêté par le grand-maître et un délai de 4 mois minimal est prévu pour assurer la publicité du concours par voie d'affiches. Ces affiches doivent indiquer « les qualités qui seront exigées des aspirants, et la forme dans laquelle ils devront en justifier ». Les conditions pour concourir concernent tout d'abord l'âge minimal, 30 ans pour les chaire de professeur et 25 ans pour une place de suppléant, avec dispense possible accordé par le grand-maître sur avis d'une faculté, ensuite la nationalité, il faut être citoyen français, et enfin les diplômes, il faut avoir obtenu un diplôme de docteur dans une des facultés du même ordre de l'Université de France ou dans une des anciennes universités. Les pièces justificatives sont examinés par la faculté réunie en assemblée. Le jury doit comprendre, pour les chaires au moins sept membres à l'ouverture du concours et au minimum cinq au cours du concours. Pour les places de suppléants les effectifs minimaux sont de cinq et trois. « Tout professeur de la faculté devant laquelle s'ouvre le concours est nécessairement juge. Les suppléants de la faculté ne sont juges que quand ils sont désignés à cet effet par le grand-maître ». Le président du concours est nommé par le grand-maître, si possible parmi les inspecteurs généraux des facultés du même ordre. À Paris, le président doit être membre du conseil de l'Université et un des inspecteurs généraux des facultés du même ordre doit être juge. Le président assure la direction et la police du concours et a voix prépondérante. Tout juge doit être docteur dans une faculté de même ordre. Le choix des juges servant à compléter le jury formé par les professeurs de la faculté est fait par le grand-maître parmi les suppléants de la faculté devant laquelle s'ouvre le concours, parmi les professeurs et suppléants des autres facultés du même ordre et, au besoin, parmi les docteurs de cet ordre, trois juges suppléants étant également désignés par le grand-maître. La liste des juges est remise par le président aux candidats trois jours avant la séance d'ouverture des concours pour qu'il propose des demandes de récusations éventuelles. « Les épreuves du concours seront déterminées par des dispositions particulières, suivant les divers ordres des facultés. Ces épreuves pourront aussi être différentes pour les diverses chaires d'un même ordre de faculté, d'après la nature et l'objet de l'enseignement qui leur est attribué ». Pour l'ordre de passage des candidats, les professeurs ont la priorité, suivis des suppléants et des simples docteurs, par ordre de nomination ou d'admission au grade.
Les articles 43 à 77 fixent en détail les modalités des épreuves pour les facultés de droit. Pour les chaires, trois exercices sont prévus, une rédaction en 6 heures sur un unique sujet portant sur l'objet de l'enseignement de la chaire, puis trois leçons orales publiques d'une demi-heure sur un sujet individuel concernant l'enseignement de la chaire avec huit jours de préparation. Enfin la rédaction et la soutenance de deux thèses, une sur le droit français et une sur le droit romain, sur des sujets individuels tirés au sort, avec douze jours de préparation pour chaque thèse. Lors des soutenance, d'une durée d'au moins trois heures, l'argumentation est faite par chacun des concurrents pendant au moins une demi-heure. Pour les places de suppléants, l'épreuve consiste uniquement dans le troisième exercice pour les chaires.
Le jury délibère le jour de la fin des épreuves. Il procède tout d'abord à un vote à scrutin secret pour savoir s'il y a lieu à élire, ou si aucun des candidats n'a subi les épreuves d'une manière satisfaisante et ne paraît digne aux juges d'obtenir leur suffrage, le rejet des candidats n'étant valable qu'à la majorité des deux tiers. Le jury procède ensuite à un suffrage pour la nomination, le premier tour se faisant à la majorité absolue, le second tour également. En cas d'absence de majorité absolue au second tour, le candidat arrivé en tête est retiré de la liste pour être soumis au ballotage avec le candidat arrivé en tête du troisième tour. Le résultat du concours peut être attaqué pour vice de forme devant le conseil de l'Université.
Les dispositions spécifiques aux facultés de médecine sont arrêtés par le statut du 31 juillet 1810 et l'arrêté du 24 décembre 1811, celles pour les facultés des sciences par le statut du 13 décembre 1811.

### Professeurs titulaires à titre personnel
Selon le décret du 1er août 1931, pour devenir professeur titulaire à titre personnel, il fallait être maître de conférences (sciences, lettres, théologie) ou agrégé (droit, médecine) nommé sans limite de temps et remplir les conditions pour être professeur titulaire de chaire. Les candidatures étaient proposées par les conseils de faculté, puis d'université, et les groupes de section du comité consultatif des universités, puis la section permanente de l'enseignement supérieur du conseil supérieur de l'instruction publique présentait au ministre un nombre de candidats au moins double du nombre des emplois à pourvoir. Les professeurs titulaires « [avaient] les mêmes droits, [jouissaient] des mêmes prérogatives et [avaient] les mêmes obligations de services que les titulaires de chaires ».

### Professeurs sans chaire
Les professeurs sans chaire étaient des maîtres de conférences auxquels avait été conféré le titre de professeur sans chaire. Pour pouvoir obtenir ce titre il fallait remplir les conditions pour être professeur titulaire. Le nombre de professeurs sans chaire par faculté allait du tiers à la moitié du nombre de professeurs titulaires. La nomination était faite par décret sur présentation du conseil de la faculté, puis de l'université, aux 2/3 des votants, et du comité consultatif. Les professeurs sans chaire gardaient la rémunération de maître de conférences, mais leur nomination comme telle leur conféra à partir de 1962 (décret 62-377) une bonification d'échelon ou d'ancienneté.

## Ambiguïtés et usurpations
En français, le terme « professeur » est souvent employé pour désigner n'importe quel type d'enseignant, que ce soit dans le cadre de l'Éducation nationale ou à l'université, même si l'essentiel des cours universitaires est en réalité assuré par des enseignants disposant de statuts bien différents (maîtres de conférences, vacataires, intervenants contractuels, PRAG/PRCE, doctorants-moniteurs, etc.).
De même, certaines structures privées para-universitaires comme l'American University of Paris (qui est une association loi de 1901 et pas une université reconnue par l’État français) utilisent le terme « professor » pour désigner leurs intervenants, sans aucune qualification universitaire afférente ni appartenance au corps des professeurs d'universités, alimentant cette ambiguïté.
L'usurpation du titre de professeur des universités est punie par l'article 433-17 du Code pénal :

« L’usage, sans droit, d’un titre attaché à une profession réglementée par l’autorité publique ou d’un diplôme officiel ou d’une qualité dont les conditions d’attribution sont fixées par l’autorité publique est puni d’un an d’emprisonnement et de 15 000 euros d’amende. 

Les personnes physiques ou morales coupables du délit prévu à la présente section encourent également la peine complémentaire suivante : interdiction de l’activité de prestataire de formation professionnelle continue au sens de l’article L. 6313-1 du Code du travail pour une durée de cinq ans. »

— Art. 433-17 du Code pénal